# بوزندورفر
بوزِندورفِر (به آلمانی: Bösendorfer) شرکتِ سازندهٔ معتبر اتریشی پیانوهای دست‌ساز است. شرکت بوزِندورفر در سال ۱۸۲۸ میلادی، توسط ایگناتس بوزندورفر در وین، اتریش تأسیس شد. در سال ۲۰۰۸، شرکت یاماها شرکت بوزندورفر را خریداری کرد.
پیانوهای مدل ایمپریال گراند بوزندورفر دارای ۹۷ کلاویه هستند.
آهنگ‌سازان بزرگی، از جمله فرانتس لیست، یوهانس برامس، آنتونین دورژاک، و لئونارد برنستاین، برخی از برترین آثارشان را با پیانوهای بوزندورفر آفریده‌اند.

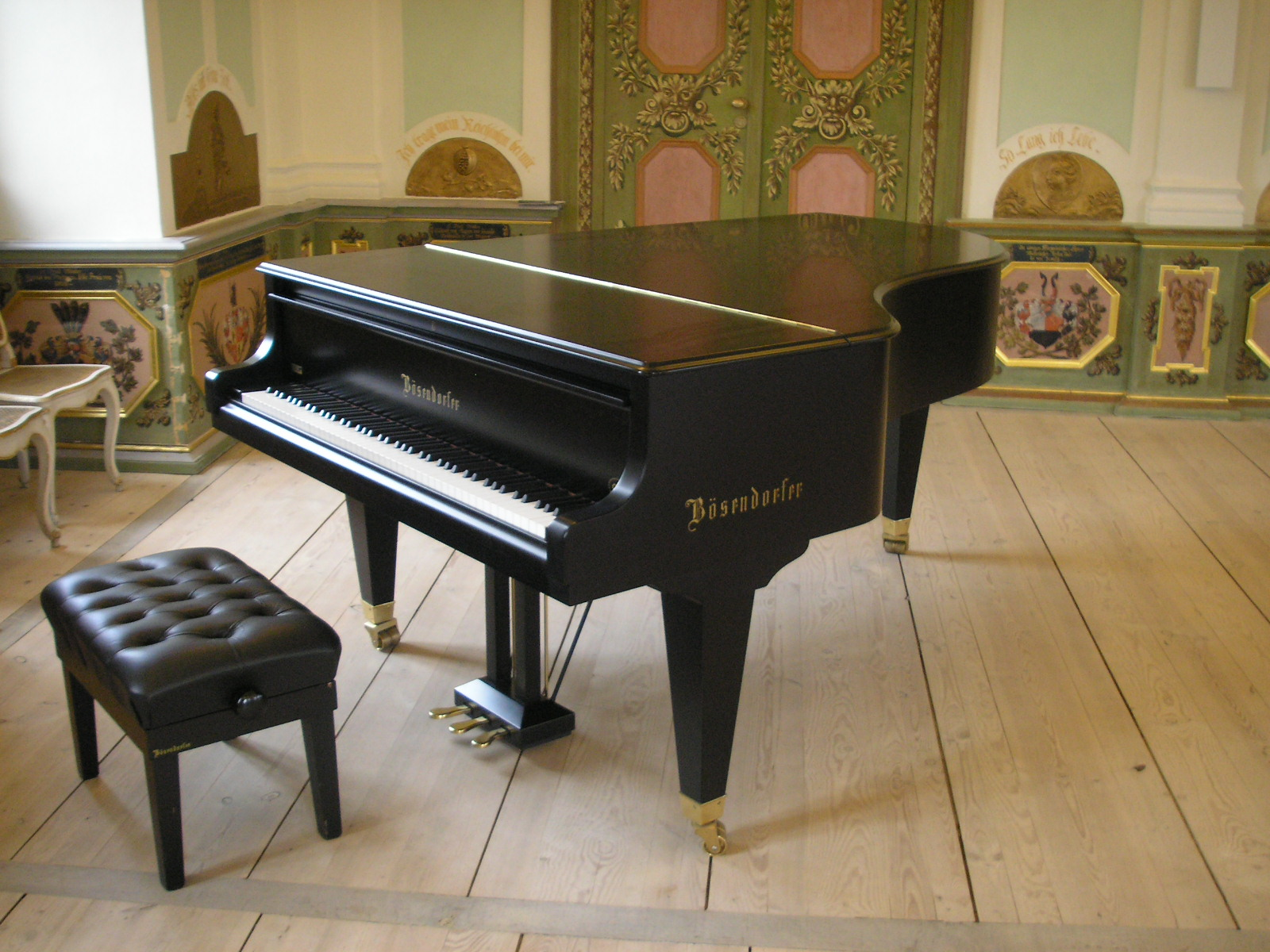
یک پیانوی گراند ایمپریال ۹۷کلاویه‌ایِ بوزندورفر